# Dacia 1100
De Dacia 1100 was de eerste personenwagen van het Roemeense automerk Dacia. De wagen kwam in 1968 op de markt en was een licentiebouw van de Renault 8 die zes jaar voordien in Frankrijk werd gelanceerd.

## Geschiedenis
In september 1966 bereikte de Roemeense regering een akkoord met Renault over de modernisering van een bestaande auto-onderdelenfabriek te Mioveni, toen nog genaamd Colibași, een voorstad van Pitești. In het akkoord werd overeengekomen dat wanneer de fabriek klaar was het nieuwe model van Renault, de Renault 12, daar zou worden geproduceerd. Toen de uitbreiding van de fabriek in augustus 1968 gereed was, was de R12 echter nog niet klaar voor productie. Daarom begon men met de montage van de R8 als Dacia 1100.

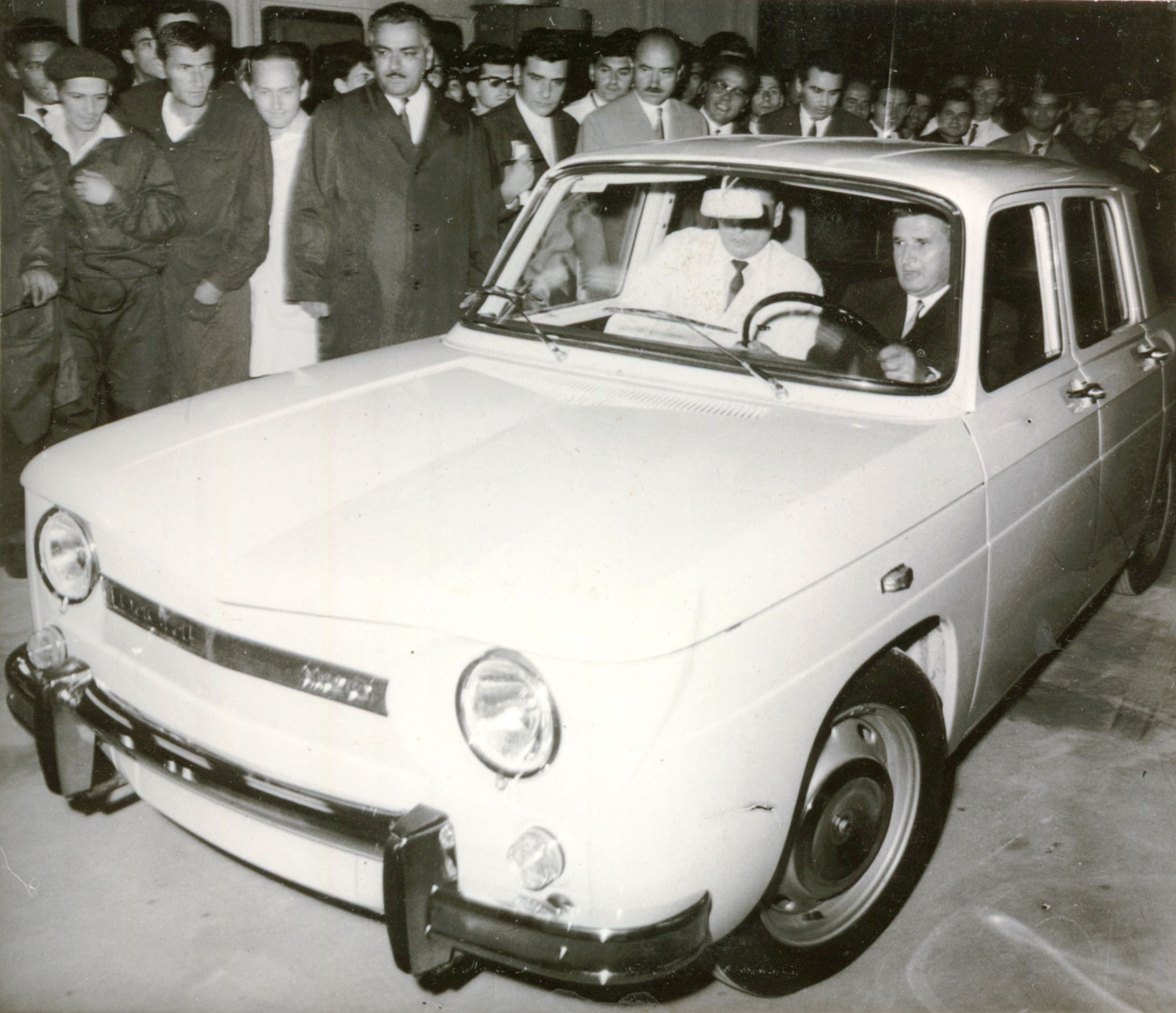
Nicolae Ceaușescu in de eerste Dacia ooit, een Dacia 1100.

De eerste Dacia 1100 rolde uiteindelijk op 20 augustus 1968 van de band. Deze wagen werd aangeboden aan de toenmalige Roemeense partijleider en Voorzitter van de Staatsraad Nicolae Ceaușescu. Alle onderdelen van de montage-uitvoering van de R8 stammen in de beginperiode uit importleveringen. In Pitești worden de aangeleverde carrosseriedelen samengevoegd en gespoten. Aansluitend volgde de completering en de eindmontage met originele onderdelen. In het eerste productiejaar ontstonden zo 2.030 eenheden. Sinds 1969 werden toenemend Roemeense onderdelen zoals banden, radiatoren, thermostaten en ramen gemonteerd. De mechanische onderdelen en carrosseriedelen werden nog wel geïmporteerd. In 1969 startte ook de montage van de Dacia 1300, kort nadat in Frankrijk de productie van de originele Renault 12 was begonnen.
| Jaar   | Aantal |
| ------ | ------ |
| 1968   | 2.030  |
| 1969   | 12.375 |
| 1970   | 12.122 |
| 1971   | 11.019 |
| Totaal | 37.546 |

In productie:
Duster ·
Jogger ·
Logan ·
Sandero ·
Spring

Niet meer geproduceerd:
500 ·
1100 ·
1210 ·
1300 ·
1302 ·
1304 ·
1305 ·
1307 ·
1309 ·
1310 ·
1320 ·
1325 ·
1410 ·
1410 Sport ·
2000 ·
Dokker ·
Lodgy ·
Nova ·
Solenza ·
SupeRNova